# Fuentes tipográficas de Microsoft Windows
En Microsoft Windows se incluyen una amplia variedad de fuentes tipográficas. Algunas fueron creadas específicamente para Microsoft por diversos diseñadores y empresas de diseño tipográfico como Monotype.  En otros casos, Microsoft obtuvo la licencia de las fuentes de diversas fundiciones para incluirlas en Windows.
Las fuentes tipográficas suministradas con Windows han evolucionado a lo largo del tiempo. En esta tabla se recogen todos los tipos de letra que se incluyeron alguna vez en las diversas versiones de Windows, desde Windows 3.1 hasta Windows 11, y que todavía están disponibles al instalar el sistema, aunque sea opcionalmente, o que se puedan obtener con Microsoft Office. No se incluyen las fuentes que siempre han sido de instalación opcional ni las que solo se suministraron con Microsoft Office u otras aplicaciones de Microsoft. Los datos que se indican de cada familia corresponden a la última versión disponible.
| Familia                                          | Clasificación                      | Estilos incluidos | Sistemas de escritura                                                                                             | Versión de Windows |
| ------------------------------------------------ | ---------------------------------- | --- | --- | ------------------ |
| Aharoni**                                        | no latina, sin serifa              | negrita | hebreo | Windows 2000       |
| Aldhabi**                                        | no latina, con serifa              | normal | árabe | Windows 8          |
| Andalus**                                        | no latina, con serifa              | normal | árabe, árabe naskh                                                                                                | Windows 2000       |
| Angsana New                                      | no latina, con serifa              | normal, cursiva, negrita, negrita cursiva | tailandés | Windows XP         |
| AngsanaUPC                                       | no latina, con serifa              | normal, cursiva, negrita, negrita cursiva | tailandés | Windows XP         |
| Aparajita**                                      | no latina, sin serifa              | normal, cursiva, negrita, negrita cursiva | devanagari | Windows 7          |
| Arabic Typesetting**                             | no latina, con serifa              | normal | àrabe | Windows Vista      |
| Arial*                                           | sin serifa                         | normal, cursiva, negrita, negrita cursiva | latín, griego, cirílico, armenio                                                                                  | Windows 3.1        |
| Arial Black                                      | sin serifa                         | negra, negra cursiva | latín, griego, cirílico                                                                                           | Windows 98         |
| Bahnschrift*                                     | sin serifa                         | variable con 2 ejes: peso y ancho | latín, griego, cirílico                                                                                           | Windows 10         |
| Batang y BatangChe**                             | no latina, con serifa              | normal | coreano | Windows 2000       |
| Book Antiqua                                     | con serifa                         | normal, cursiva, negrita, negrita cursiva | latín, griego, cirílico                                                                                           | Windows 98         |
| Browallia New                                    | no latina, con serifa              | normal, cursiva, negrita, negrita cursiva | tailandés | Windows XP         |
| BrowalliaUPC                                     | no latina, sin serifa              | normal, cursiva, negrita, negrita cursiva | tailandés | Windows XP         |
| Calibri*                                         | sin serifa                         | clara, clara cursiva, normal, cursiva, negrita, negrita cursiva                                                                                                 | latín, griego, cirílico, armenio, hebreo, árabe, georgiano (mjedruli), georgiano (jutsuri)                        | Windows Vista      |
| Calisto MT                                       | con serifa                         | normal, cursiva, negrita, negrita cursiva | latín | Windows 98         |
| Cambria*                                         | con serifa                         | normal, cursiva, negrita, negrita cursiva | latín, griego, cirílico, armenio                                                                                  | Windows Vista      |
| Cambria Math*                                    | con serifa                         | normal | símbolos, notación matemática                                                                                     | Windows Vista      |
| Candara*                                         | sin serifa                         | clara, clara cursiva, normal, cursiva, negrita, negrita cursiva                                                                                                 | latín, griego, cirílico                                                                                           | Windows Vista      |
| Cascadia Code*                                   | monoespaciada, sin serifa          | extraclara, extraclara cursiva, clara, clara cursiva, semiclara, semiclara cursiva, normal, cursiva, seminegrita, seminegrita cursiva, negrita, negrita cursiva | latín, griego, cirílico                                                                                           | Windows 11         |
| Cascadia Mono*                                   | monoespaciada, sin serifa          | extraclara, extraclara cursiva, clara, clara cursiva, semiclara, semiclara cursiva, normal, cursiva, seminegrita, seminegrita cursiva, negrita, negrita cursiva | latín, griego, cirílico                                                                                           | Windows 11         |
| Century Gothic                                   | sin serifa                         | normal, cursiva, negrita, negrita cursiva | latín, griego, cirílico                                                                                           | Windows 98         |
| Comic Sans MS*                                   | manuscrita                         | normal, cursiva, negrita, negrita cursiva | latín, griego, cirílico                                                                                           | Windows 2000       |
| Consolas*                                        | monoespaciada, sin serifa          | normal, cursiva, negrita, negrita cursiva | latín, griego, cirílico, armenio                                                                                  | Windows Vista      |
| Constantia*                                      | con serifa                         | normal, cursiva, negrita, negrita cursiva | latín, griego, cirílico                                                                                           | Windows Vista      |
| Copperplate Gothic                               | con serifa, glífica                | clara, negrita | latín | Windows 98         |
| Corbel*                                          | sin serifa                         | clara, clara cursiva, normal, cursiva, negrita, negrita cursiva                                                                                                 | latín, griego, cirílico                                                                                           | Windows Vista      |
| Cordia New                                       | no latina, sin serifa              | normal, cursiva, negrita, negrita cursiva | tailandés | Windows XP         |
| CordiaUPC                                        | no latina, sin serifa              | normal, cursiva, negrita, negrita cursiva | tailandés | Windows XP         |
| Courier New*                                     | monoespaciada, con serifa cuadrada | normal, cursiva, negrita, negrita cursiva | latín, griego, cirílico, armenio                                                                                  | Windows 3.1        |
| DaunPenh**                                       | no latina, serif                   | normal | jemer | Windows Vista      |
| David**                                          | no latina, con serifa              | normal, negrita | hebreo | Windows 2000       |
| DengXian                                         | no latina, con serifa              | clara, normal, negrita | chino simplificado                                                                                                | Windows 10         |
| DFKai-SB**                                       | no latina, con serifa              | normal | chino tradicional, bopomofo                                                                                       | Windows XP         |
| DilleniaUPC                                      | no latina, con serifa              | normal, cursiva, negrita, negrita cursiva | tailandés | Windows XP         |
| DokChampa                                        | no latina, sin serifa              | normal | laosiano | Windows Vista      |
| Dotum, DotumChe**                                | no latina, sin serifa              | normal | coreano | Windows 2000       |
| Ebrima*                                          | no latina, sin serifa              | normal, negrita | n'ko, etíope, tifinagh, vai, bamun, osmanya, adlam                                                                | Windows 7          |
| EucrosiaUPC                                      | no latina, con serifa              | normal, cursiva, negrita, negrita cursiva | tailandés | Windows XP         |
| Euphemia**                                       | no latina, sin serifa              | normal | aborigen canadiense                                                                                               | Windows Vista      |
| FangSong**                                       | no latina, con serifa              | normal | chino simplificado                                                                                                | Windows Vista      |
| Franklin Gothic Medium*                          | sin serifa                         | media, media cursiva | latín, griego, cirílico                                                                                           | Windows Vista      |
| FrankRuehl**                                     | no latina, con serifa              | normal | hebreo | Windows 2000       |
| FreesiaUPC                                       | no latina                          | normal, cursiva, negrita, negrita cursiva | tailandés | Windows XP         |
| Gabriola*                                        | con serifa, manuscrita             | normal | latín, griego, cirílico                                                                                           | Windows 8          |
| Gadugi*                                          | no latina, sin serifa              | normal, negrita | cheroqui, aborigen canadiense                                                                                     | Windows 8          |
| Gautami*                                         | no latina                          | normal | télugu | Windows XP         |
| Georgia*                                         | con serifa                         | normal, cursiva, negrita, negrita cursiva | latín, griego, cirílico                                                                                           | Windows 98         |
| Gisha                                            | no latina, con serifa              | normal, negrita | hebreo | Windows Vista      |
| Gulim, GulimChe**                                | no latina, sin serifa              | normal | coreano | Windows 2000       |
| Gungsuh, GungsuhChe**                            | no latina, con serifa              | normal | coreano | Windows 2000       |
| HoloLens MDL2 Assets*                            | símbolos y pictogramas             | normal | símbolos | Windows 10         |
| Impact*                                          | sin serifa                         | normal | latín, griego, cirílico                                                                                           | Windows 98         |
| Ink Free                                         | manuscrita                         | normal | latín | Windows 10         |
| IrisUPC                                          | no latina                          | normal, cursiva, negrita, negrita cursiva | tailandés | Windows XP         |
| Iskoola Pota                                     | no latina                          | normal, negrita | cingalés | Windows Vista      |
| JasmineUPC                                       | no latina                          | normal, cursiva, negrita, negrita cursiva | tailandés | Windows XP         |
| Javanese Text*                                   | no latina, con serifa              | normal | javanés | Windows 8.1        |
| KaiTi**                                          | no latina, con serifa              | normal | chino simplificado                                                                                                | Windows 2000       |
| Kalinga**                                        | no latina                          | normal, negrita | oriya | Windows 2000       |
| Kartika**                                        | no latina                          | normal, negrita | malayo | Windows XP         |
| Khmer UI**                                       | no latina                          | normal, negrita | jemer | Windows 7          |
| KodchiangUPC                                     | no latina                          | normal, cursiva, negrita, negrita cursiva | tailandés | Windows XP         |
| Kokila**                                         | no latina                          | normal, cursiva, negrita, negrita cursiva | devanagari | Windows 7          |
| Lao UI**                                         | no latina                          | normal, negrita | laosiano | Windows 7          |
| Latha                                            | no latina                          | normal, negrita | tamil | Windows XP         |
| Leelawadee                                       | no latina, sin serifa              | normal, negrita | tailandés | Windows Vista      |
| Leelawadee UI*                                   | no latina, sin serifa              | semiclara | tailandés, laosiano, buginés, jemer                                                                               | Windows Vista      |
| Levenim MT**                                     | no latina, sin serifa              | normal, negrita | hebreo | Windows 2000       |
| LilyUPC                                          | no latina                          | normal, cursiva, negrita, negrita cursiva | tailandés | Windows XP         |
| Lucida Console*                                  | monoespaciada, sin serifa          | normal | latín, griego, cirílico                                                                                           | Windows 98         |
| Lucida Handwriting                               | manuscrita                         | normal | latín | Windows 98         |
| Lucida Sans                                      | sin serifa                         | normal, cursiva, seminegrita, seminegrita cursiva | latín | Windows 98         |
| Lucida Sans Unicode*                             | sin serifa                         | normal | latín, griego, cirílico, hebreo                                                                                   | Windows 98         |
| Malgun Gothic*                                   | no latina, sin serifa              | semiclara, normal, negrita | coreano | Windows Vista      |
| Mangal**                                         | no latina                          | normal, negrita | devanagari | Windows XP         |
| Marlett                                          | símbolos y pictogramas             | normal | símbolos | Windows 95         |
| Meiryo y Meiryo IU**                             | no latina, sin serifa              | normal, cursiva, negrita, negrita cursiva | japonés | Windows Vista      |
| Microsoft Himalaya*                              | no latina, con serifa              | normal | tibetano | Windows Vista      |
| Microsoft JhengHei*                              | no latina, sin serifa              | clara, normal, negrita | chino tradicional                                                                                                 | Windows Vista      |
| Microsoft JhengHei UI*                           | no latina, sin serifa              | clara, normal, negrita | chino tradicional                                                                                                 | Windows 8          |
| Microsoft New Tai Lue*                           | no latina, sin serifa              | normal, negrita | nuevo tai lue | Windows 7          |
| Microsoft PhagsPa*                               | no latina, sin serifa              | normal, negrita | phags-pa | Windows 7          |
| Microsoft Sans Serif*                            | sin serifa                         | normal | latín, griego, cirílico, armenio, georgiano, hebreo, árabe, tailandés                                             | Windows 95         |
| Microsoft Tai Le*                                | no latina, sin serifa              | normal, negrita | tai le | Windows 7          |
| Microsoft Uighur**                               | no latina                          | normal, negrita | uigur | Windows Vista      |
| Microsoft YaHei*                                 | no latina, sin serifa              | clara, normal, negrita | chino simplificado                                                                                                | Windows Vista      |
| Microsoft YaHei UI*                              | no latina, sin serifa              | clara, normal, negrita | chino simplificado                                                                                                | Windows 8          |
| Microsoft Yi Baiti*                              | no latina, sin serifa              | normal | yi | Windows Vista      |
| MingLiU, MingLiU_HKSCS, PMingLiU**               | no latina, con serifa              | normal | chino tradicional                                                                                                 | Windows 2000       |
| MingLiU-ExtB, MingLiU_HKSCS-ExtB, PMingLiU-ExtB* | no latina, con serifa              | normal | chino tradicional                                                                                                 | Windows 2000       |
| Miriam**                                         | no latina, sin serifa              | normal, fija | hebreo | Windows 2000       |
| Mongolian Baiti*                                 | no latina                          | normal | mongol | Windows Vista      |
| MoolBoran**                                      | no latina                          | normal | jemer | Windows Vista      |
| MS Gothic, MS PGothic, MS UI Gothic*             | no latina, sin serifa              | normal | japonés | Windows 2000       |
| MS Mincho, MS PMincho**                          | no latina, con serifa              | normal | japonés | Windows 2000       |
| MV Boli*                                         | no latina                          | normal | thaana | Windows Vista      |
| Myanmar Text*                                    | no latina                          | normal | birmano | Windows 7          |
| Narkisim**                                       | no latina, con serifa              | normal | hebreo | Windows 2000       |
| News Gothic MT                                   | sin serifa                         | normal, cursiva, negrita | latín | Windows 98         |
| Nirmala UI*                                      | no latina                          | normal, negrita | tamil, bengalí, devanagari, gujaratí, gurmují, canarés, malayo, oriya, cingalés, télugu, ol chiki, sorang sompeng | Windows 8          |
| Nyala**                                          | no latina                          | normal | etíopie | Windows Vista      |
| Palatino Linotype*                               | con serifa                         | normal, cursiva, negrita, negrita cursiva | latín, griego, cirílico                                                                                           | Windows 2000       |
| Plantagenet Cherokee**                           | no latina                          | normal | cheroqui | Windows Vista      |
| Raavi**                                          | no latina                          | normal, negrita | burmují | Windows XP         |
| Rod**                                            | no latina, con serifa              | normal | hebreo | Windows 2000       |
| Sakkal Majalla                                   | no latina, sin serifa              | normal, negrita | árabe | Windows 7          |
| Sanskrit Text**                                  | no latina                          | normal | devanagari | Windows 10         |
| Segoe Fluent Icons*                              | símbolos y pictogramas             | normal | iconos | Windows 11         |
| Segoe MDL2 Assets*                               | símbolos y pictogramas             | normal | símbolos | Windows 10         |
| Segoe Print*                                     | manuscrita                         | normal, negrita | latín, griego, cirílico                                                                                           | Windows Vista      |
| Segoe Script*                                    | manuscrita                         | normal, negrita | latín, griego, cirílico                                                                                           | Windows Vista      |
| Segoe UI*                                        | sin serifa                         | clara, clara cursiva, semiclara, semiclara cursiva, normal, cursiva, seminegrita, seminegrita cursiva, negrita, negrita cursiva, negra, negra cursiva           | latín, griego, cirílico, georgiano (mjedruli), georgiano (jutsuri), árabe, hebreo, lisu                           | Windows Vista      |
| Segoe UI Emoji*                                  | símbolos y pictogramas             | normal | símbolos | Windows 10         |
| Segoe UI Historic*                               | no latina                          | normal | escrituras históricas                                                                                             | Windows 10         |
| Segoe UI Symbol*                                 | símbolos y pictogramas             | normal | símbolos, braille, deseret, copto, notación matemática                                                            | Windows 7          |
| Segoe UI Variable*                               | sin serifa                         | 2 ejes: eje de peso con pesos desde fina (100) hasta negrita (700), eje de tamaño óptico para escalado óptico desde 8 pt a 36 pt                                | latín, griego, cirílico                                                                                           | Windows 11         |
| Shonar Bangla**                                  | no latina                          | normal, negrita | bengalí | Windows 7          |
| Shruti**                                         | no latina                          | normal | gujaratí | Windows XP         |
| SimHei**                                         | no latina, sin serifa              | normal | chino simplificado                                                                                                | Windows XP         |
| Simplified Arabic Fixed**                        | no latina, sin serifa              | normal, negrita, fija | árabe | Windows 2000       |
| SimSun, SimSun-ExtB, NSimSun*                    | no latina, con serifa              | normal | chino simplificado                                                                                                | Windows 2000       |
| Sitka Banner*                                    | con serifa cuadrada                | normal, cursiva, negrita, negrita cursiva | latín, griego, cirílico                                                                                           | Windows 8.1        |
| Sitka Display*                                   | con serifa cuadrada                | normal, cursiva, negrita, negrita cursiva | latín, griego, cirílico                                                                                           | Windows 8.1        |
| Sitka Heading*                                   | con serifa cuadrada                | normal, cursiva, negrita, negrita cursiva | latín, griego, cirílico                                                                                           | Windows 8.1        |
| Sitka Small*                                     | con serifa cuadrada                | normal, cursiva, negrita, negrita cursiva | latín, griego, cirílico                                                                                           | Windows 8.1        |
| Sitka Subheading*                                | con serifa cuadrada                | normal, cursiva, negrita, negrita cursiva | latín, griego, cirílico                                                                                           | Windows 8.1        |
| Sitka Text*                                      | con serifa cuadrada                | normal, cursiva, negrita, negrita cursiva | latín, griego, cirílico                                                                                           | Windows 8.1        |
| Sylfaen*                                         | no latina, con serifa              | normal | griego, cirílico, armenio, georgiano                                                                              | Windows XP         |
| Symbol*                                          | símbolos y pictogramas             | normal | símbolos | Windows 3.1        |
| Tahoma*                                          | sin serifa                         | normal, negrita | latín, griego, cirílico, armenio, árabe, hebreo, tailandés                                                        | Windows 95         |
| Times New Roman*                                 | con serifa                         | normal, cursiva, negrita, negrita cursiva | latín, griego, cirílico, armenio, hebreo, árabe                                                                   | Windows 3.1        |
| Traditional Arabic**                             | no latina, con serifa              | normal, negrita | árabe | Windows 2000       |
| Trebuchet MS*                                    | con serifa                         | normal, cursiva, negrita, negrita cursiva | latín, griego, cirílico, armenio                                                                                  | Windows 98         |
| Tunga**                                          | no latina                          | normal, negrita | canarés | Windows XP         |
| Urdu Typesetting**                               | no latina, sin serifa              | normal | árabe | Windows 2000       |
| Utsaah**                                         | no latina                          | normal, cursiva, negrita, negrita cursiva | devanagari | Windows 7          |
| Vani                                             | no latina                          | normal, negrita | télugu | Windows 8          |
| Verdana*                                         | sin serifa                         | normal, cursiva, negrita, negrita cursiva | latín, griego, cirílico                                                                                           | Windows 98         |
| Vijaya                                           | no latina                          | normal, negrita | tamil | Windows 7          |
| Vrinda**                                         | no latina                          | normal, negrita | bengalí | Windows XP         |
| Webdings*                                        | símbolos y pictogramas             | normal | símbolos | Windows 98         |
| Wingdings*                                       | símbolos y pictogramas             | normal | símbolos | Windows 3.1        |
| Yu Gothic*                                       | no latina, sin serifa              | clara, normal, media, negrita | japonés | Windows 8.1        |
| Yu Gothic UI*                                    | no latina, sin serifa              | clara, semiclara, normal, seminegrita, negrita | japonés | Windows 10         |
| Yu Mincho**                                      | no latina, con serifa              | normal, seminegrita, clara | japonés | Windows 8.1        |